# 영주 부석사 소조여래좌상
영주 부석사 소조여래좌상(榮州 浮石寺 塑造如來坐像)은 대한민국 경상북도 영주시 부석면 북지리 부석사 무량수전 안에 있는 고려시대의 불상이다. 1962년 12월 20일 대한민국 국보 제45호 부석사 소조여래좌상로 지정되었다가, 2010년 6월 28일 현재의 명칭으로 변경되었다.

## 영주 부석사 소조 여래 좌상
높이는 2.78m로 섬세하고 아름다우며 근엄한 표정을 짓고 있다. 또한 온몸이 금빛 찬란하여 매우 정교한 솜씨로 지어졌는데, 고려시대 유일의 소상(塑像, 흙으로 빚어진 것)으로 유명하다. 건립 연대나 자세는 하남 하사창동 철조석가여래좌상과 같다. 소조인 만큼 모델링이 부드럽고 온화한 인상과 위엄을 동시에 갖춘 조상이다. 불상은 토심(土心)에 칠금(漆金)을 입혔고 광배(光背)는 목판 위에 흙을 입힌 것으로 풍만한 얼굴과 두 어깨, 그리고 의첩(衣褶) 등에 소조의 특색이 잘 나타나고 있다. 이 천의의 주름은 장흥 보림사 철조비로자나불좌상과 같은 신라 말기 형식에서 출발하고 있으나 더 정연하게 되어 있으며 굵은 입술과 광배만 아니면 신라 말기까지 연대를 올릴 수 있는 작품이다.

## 현지 안내문
이 불상은 진흙으로 만든 소조불상인데, 우리나라 소조불상 가운데 가장 크고 오래된 작품으로 그 가치가 매우 높다. 불상 높이는 278cm이며, 부처의 몸에서 나오는 빛을 상징하는 광배는 불상의 뒤편에 나무로 따로 만들어 놓았는데, 가장자리에 불꽃이 타오르는 모양으로 표현하였다. 일반 사찰과 달리 법당 중앙의 정면이 아닌 서쪽에 마련된 불단 위에 모셔져 있다. 손모양은 석가모니불이 흔히 취하는 항마촉지인으로, 무릎 위에 올린 오른손의 손끝이 땅을 향하고 있다. 하지만 불상을 모신 법당이 서방 극락정토의 아미타불을 모신 무량수전이라는 사실과, 부석사 '원융국사비' 비문에 "좌우에 다른 보처 보살을 모시지 않고 아미타불 한 분만 모셨다"라는 기록이 있는 점으로 보아 이 불상은 아미타불임이 확실하다. 
통일신라시대 불상 조형을 충실히 계승한 고려 초기의 작품으로 온몸에 금빛이 화려하며, 고려 시대 불상으로서는 상당히 정교한 수법을 보이는 걸작이다.

## 사진

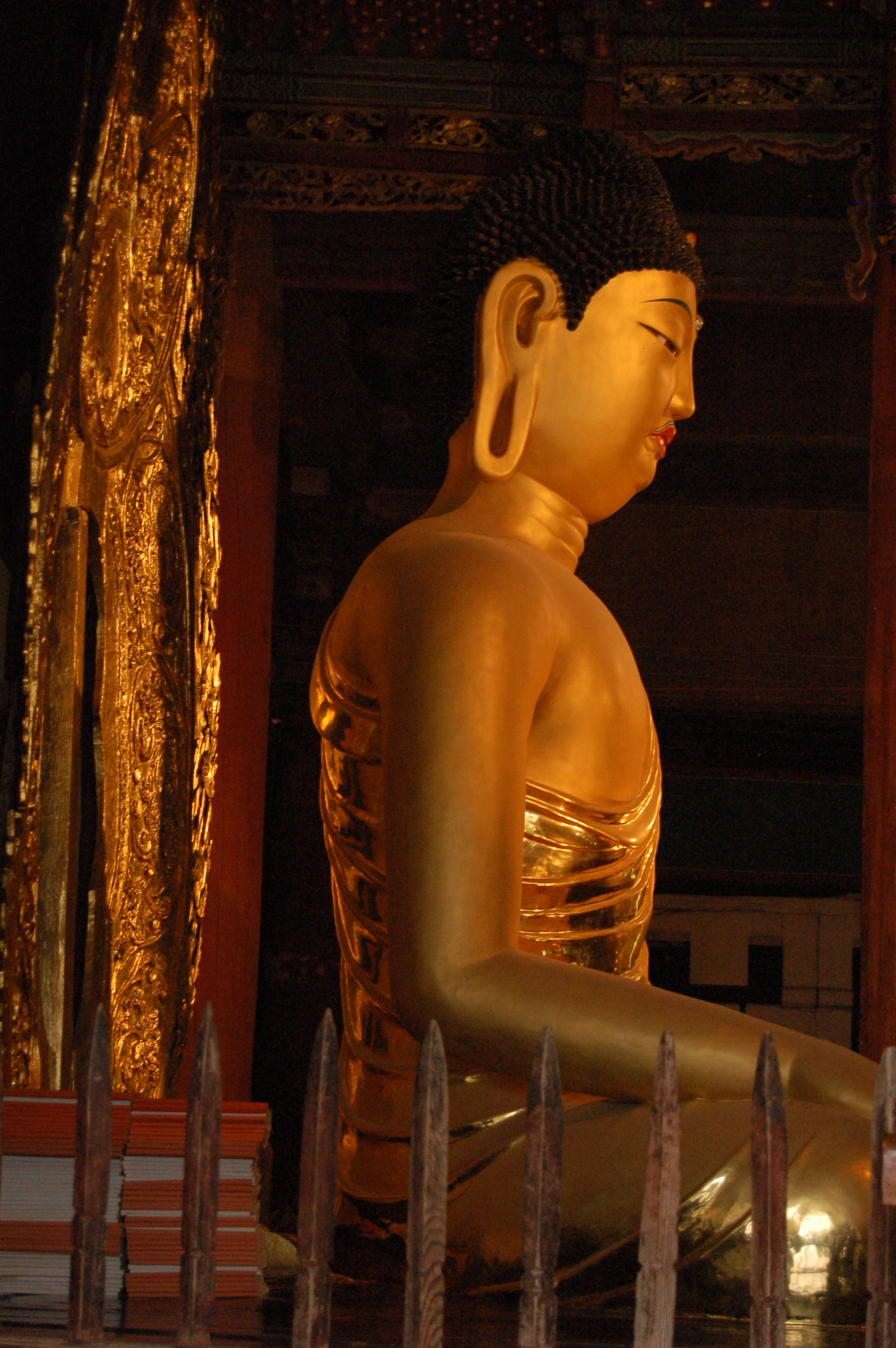

## 같이 보기
- 부석사
- 부석사 무량수전

## 참고 자료
- 영주 부석사 소조여래좌상 - 국가유산청 국가유산포털
- 이 문서에는 다음커뮤니케이션(현 카카오)에서 GFDL 또는 CC-SA 라이선스로 배포한 글로벌 세계대백과사전의 내용을 기초로 작성된 글이 포함되어 있습니다.